# Lu Parker
Frances Louise Parker, detta Lu (Anderson, 3 dicembre 1970), è una modella statunitense, eletta nel 1994 Miss USA.

## Carriera
Dopo aver vinto il concorso Miss South Carolina, Lu Parker è stata incoronata Miss USA nel 1994, diventando la terza rappresentante della Carolina del sud a ricevere tale riconoscimento. In seguito la Parker a gareggiato a Miss Universo 1994, dove è arrivata sino alla quarta posizione.
Dopo i concorsi di bellezza, Lu Parker ha lavorato come giornalista televisiva per l'emettente statunitense KABB, diventando in seguito conduttrice di varie rubriche. È inoltre apparsa spesso il Larry King Live e su E! Entertainment Television.
Nel 2010 ha fondato il "Progetto Lu Parker", per la tutela dei diretti degli animali.

## Filmografia parziale

### Televisione
- Detective Monk - serie TV, episodio 5x02 (2006)
- Bones - serie TV, episodio 4x17 (2009)
- Lie to Me - serie TV, episodio 2x13 (2010)
- Major Crimes - serie TV, episodi 2x08, 3x14 (2013-2014)
- Scandal - serie TV, 2 episodi (2016)

## Doppiatrici italiane
Nelle versioni in italiano delle opere in cui ha recitato, Lu Parker è stata doppiata da:
- Loretta Di Pisa in Major Crimes (ep. 3x14)